# Linda Cristal
Linda Cristal (Buenos Aires, 23 de fevereiro de 1931 – Beverly Hills, 27 de junho de 2020) foi uma atriz argentina. Ela ganhou o Globo de Ouro de melhor atriz revelação do ano por sua atuação no filme De Folga para Amar (1958). De 1967 a 1971, Cristal interpretou Victoria Cannon na série da NBC The High Chaparral. Por seu desempenho, ela ganhou o Globo de Ouro de melhor atriz em série dramática em 1970, e recebeu duas indicações ao Emmy Award.
Morreu no dia 27 de junho de 2020 em Beverly Hills, aos 89 anos.

## Filmografia
| Ano  | Título                            | Personagem               | Nota(s)      |
| ---- | --------------------------------- | ------------------------ | ------------ |
| 1952 | Cuando levanta la niebla          | amiga de Silvia          | sem créditos |
| 1953 | Fruto de tentación                | Julia                    | sem créditos |
| 1953 | El lunar de la familia            | Rosita                   |              |
| 1953 | La bestia magnifica (Lucha libre) |                          | sem créditos |
| 1953 | Genio y figura                    | Rosita                   |              |
| 1954 | Con el diablo en el cuerpo        | Emilia                   |              |
| 1955 | El 7 leguas                       | Blanca                   |              |
| 1955 | La venganza del diablo            |                          | sem créditos |
| 1956 | Comanche                          | Margarita                |              |
| 1956 | Enemigos                          | Chabela                  |              |
| 1957 | El diablo desaparece              | Laura                    |              |
| 1958 | The Last Of The Fast Guns         | Maria O'Reilly           |              |
| 1958 | The Fiend Who Walked The West     | Ellen Hardy              |              |
| 1958 | The Perfect Furlough              | Sandra Roca              |              |
| 1959 | Siete pecados                     | Irene                    |              |
| 1959 | Cry Tough                         | Sarita                   |              |
| 1959 | Legions Of The Nile               | Cleopatra alias Berenice |              |
| 1960 | The Alamo                         | Flaca                    |              |
| 1960 | The Pharaohs' Woman               | Akis                     |              |
| 1961 | Two Rode Together                 | Elena de la Madriaga     |              |
| 1963 | Slave Girls Of Sheba              | Olivia                   |              |
| 1968 | Panic In The City                 | Dr. Paula Stevens        |              |
| 1974 | Mr. Majestyk                      | Nancy Chavez             |              |
| 1975 | The Dead Don't Die                | Vera LaValle             |              |
| 1977 | Love And The Midnight Auto Supply | Annie                    |              |